# Fundación Aliados de Israel
La Fundación Aliados de Israel (en inglés: Israel Allies Foundation) o (FAI) educa y empodera a una red internacional de legisladores y políticos pro-israelíes.

## Historia
En enero de 2004 el político israelí Yuri Stern, del partido Israel Beitenu del judío Avigdor Lieberman, y otros siete políticos israelíes fundaron el Caucus de Aliados Cristianos de la Knéset. El objetivo de la organización era obtener el apoyo de los líderes cristianos de todo el Mundo para Israel. Su primer grupo hermano, el Grupo de Aliados de Israel en el Congreso, se estableció en el Congreso de los Estados Unidos en 2006. Esto llevó a la creación de la FAI en 2007, por parte del rabino ortodoxo Benny Elon, su antiguo colaborador y asistente parlamentario Uri Bank, ambos líderes del partido israelí de extrema derecha Moledet. Elon, una figura muy conocida del movimiento radical de colonos, estaba a favor de la anexión de los Territorios Palestinos ocupados y el traslado voluntario de los palestinos al Reino de Jordania. Elon se desempeñó como Ministro de Turismo de 2001 a 2004, y utilizó su puesto para fomentar vínculos con la comunidad cristiana evangélica estadounidense. Elon, de 62 años murió de cáncer en 2017 y Josh Reinstein asumió la presidencia de la FAI.

## Organización
A partir de 2019, la junta directiva asesora cristiana de la organización incluye a Tim Dunn (presidente), Dave Weldon, Mike Sodrel, Dick Saulsbury, Earl Cox y Trent Franks. La FAI, ha establecido grupos parlamentarios formados por políticos fuertemente proisraelíes en muchos países. En Estados Unidos y algunos otros países, estos grupos se conocen como caucus.

## Actividades

### Actividades políticas
La IAF trabaja con políticos de todo el mundo para movilizar el apoyo a los valores judíos basados en Israel. 
Uno de sus principales objetivos es mantener a Jerusalén totalmente bajo soberanía israelí. 
Los grupos parlamentarios afiliados a la FAI, incluyen el Caucus de Aliados de Israel del Congreso en la Cámara de Representantes de los Estados Unidos, el Caucus de Aliados Cristianos de la Knéset en el parlamento israelí, y grupos similares en Uruguay, Filipinas, Corea del Sur, Brasil, Sudáfrica, Japón y Australia. Finlandia, Italia, Canadá, Costa Rica y Malaui. 
En 2021 la FAI apoyó a 50 grupos parlamentarios pro-israelíes en todo el Mundo. 
La FAI lleva a políticos y jefes de organizaciones pro-israelíes a viajes turísticos pagados por el estado de Israel. El político finés Hannu Takkula, es el presidente del caucus de aliados de Israel en el Parlamento Europeo.

### Caucus de aliados cristianos de la Knéset
El Caucus de Aliados Cristianos de la Knéset es el caucus de la FAI en el parlamento israelí: La Knéset. 
El caucus fue fundado por Yuri Stern, del partido la Unión Nacional en 2004. 
En el pasado, el caucus fue copresidido por David Rotem, (hasta el 31 de marzo de 2015) y Gila Gamliel. La vicepresidenta de la Knéset, Sharren Haskel es la actual presidenta del grupo. 
En 2020 el caucus tenía 17 miembros, procedentes de un espectro de diversos partidos políticos.

### Caucus de aliados de Israel en el Congreso
El Caucus de Aliados de Israel en el Congreso de Estados Unidos, es el caucus de la FAI en la Cámara de Representantes de los Estados Unidos. 
El caucus se formó el 27 de julio de 2006 para reafirmar el apoyo de los Estados Unidos a Israel, en medio de la creciente presión internacional para que Israel implementara un alto el fuego inmediato, durante el conflicto entre Israel y el Líbano. 
La FAI es una organización bipartidista que apoya a Israel en la Cámara de Representantes de los Estados Unidos.
El Caucus de Aliados de Israel en el Congreso de Estados Unidos, se inspiró en el Caucus de Aliados Cristianos de la Knéset. Los miembros fundadores del caucus fueronDave Weldon(R-FL),Eliot Engel(D-NY),Trent Franks(R-AZ) y Gene Green(D-TX). 
Los copresidentes fundadores fueron Mike Pence(R-IN) el ex-líder de la minoría en la Cámara de Representantes, Eric Cantor (R-VI); y Eliot Engel (demócrata por Nueva York). 
Los copresidentes del caucus en el 116.º Congreso de los Estados Unidos, fueron Eliot Engel (D-NY), Doug Lamborn (R-CO), Brad Sherman (D-CA) y Steve Chabot (R-OH).

## Finanzas
Entre los donantes destacados de la IAF se incluyen las fundaciones de la familia Moskowitz, la Federación de la Comunidad Judía de San Francisco, las organizaciones benéficas Newton y Rochelle Becker y la Fundación MZ, que donaron 760.000 dólares, 300.000 dólares, 115.000 dólares y 100.000 dólares respectivamente a la Israel Allies Caucus Foundation Inc. entre 2009 y 2013. La Fundación Aliados de Israel también cuenta con el apoyo de la Familia Milstein.

## Valores judeocristianos
La IAF se describe a sí misma como una organización que trabaja sobre una base de valores judeocristianos, promoviendo la cooperación entre políticos de todo el mundo que apoyan el derecho del Estado de Israel a existir en paz y tener unas fronteras seguras. Bank en 2014 describió la estrategia: 
"Los cristianos evangélicos son poderosos en sus países y aman a Israel, pero no se les ha enseñado cómo aprovechar eso a nuestro favor. Eso es lo que estamos haciendo." 
Según el difunto Elon, los cristianos e Israel se oponen juntos al yihadismo y al islamismo radical:
"El mundo cristiano es el aliado más estratégico de Israel, tanto existencial como espiritualmente, ya que ambos se oponen al islamismo radical y a su deseo de destruir al Estado de Israel." 
Según el judío Elon: 
"Los cristianosy los judíos son socios, ya que ambos comparten los mismos valores occidentales, frente a los valores del yihadismo y el islamismo radical."
El judío Reinstein, cree en una estrategia que él llama una diplomacia basada en la fe:
"La diplomacia basada en la fe es el arma más importante que tenemos hoy en nuestro arsenal. En áreas donde casi no hay judíos, sin el apoyo cristiano, Israel no tendría una posición internacional sólida."
"En los Estados Unidos de América tenemos un amplio apoyo judío y cristiano, pero en las Filipinas, sin los cristianos Israel no tendría suficiente apoyo."
Reinstein cree que los cristianos deberían darse cuenta de que la teoría del reemplazo está equivocada, y que el antiguo pacto aún se mantiene: 
"¿Cómo explicas a Israel si crees que has reemplazado a Israel? tenemos la reunión de los exiliados y el desierto que florece. Israel es una luz para las naciones gracias a su tecnología y muchos cristianos tradicionales dicen: Espera un momento, nos equivocamos, el pacto es eterno, mira lo que Dios está haciendo por el Pueblo judío en la Tierra de Israel, nosotros queremos formar parte de esto."
Sin embargo, la Fundación Aliados de Israel (FAI), se distancia de los grupos cristianos que hacen proselitismo entre los judíos.

## Posiciones políticas
Las posiciones políticas de la FAI, fueron enumeradas en un documento de 2008 llamado: 
"Declaración de Propósito y Solidaridad con el Pueblo y el Estado de Israel". 
El documento fue ratificado por los presidentes del Caucus Internacional de Aliados de Israel y presentó los siguientes nueve puntos: 
1. El pueblo de Israel tiene el derecho inalienable a vivir en paz y seguridad en su patria histórica, Eretz Israel.
2. Como Estado soberano reconocido por las Naciones Unidas, Israel tiene derecho a dirigir sus políticas de inmigración y naturalización, y recibir a judíos de todo el mundo que decidan regresar a Eretz Israel.
3. La ciudad santa de Jerusalén es, debe ser y será, la capital indivisible de Israel y del pueblo judío, en reconocimiento de ello, todas las naciones del Mundo deben ubicar sus embajadas en Jerusalén.
4. La ciudad santa de Jerusalén debe estar bajo la soberanía israelí. La FAI celebra a Jerusalén como la capital indivisible del pueblo judío y del Estado de Israel. Asimismo, La FAI apoya el traslado de la embajada estadounidense a Jerusalén.
5. La FAI afirma que desea la paz, pero reconoce que la presión de la comunidad internacional sobre Israel para que negocie y haga concesiones con quienes han jurado destruirlo, no ha conducido a la paz. La FAI considera que tales intentos son inútiles.
6. El régimen de los ayatolas iraníes, con su arsenal de armas de destrucción masiva en desarrollo y su objetivo declarado de destruir a Israel, constituye un peligro claro y presente para la existencia del Estado de Israel.
7. Las acciones militares protectoras de Israel son legales según el derecho internacional y son consistentes con el Artículo 51 de la Carta de las Naciones Unidas, que reserva a cada nación el derecho a participar en actos de autodefensa.
8. La FAI apoya que el Gobierno de Israel actúe dentro de sus derechos y obligaciones para con sus ciudadanos, cuando defiende resueltamente su territorio soberano, y que pueda actuar de manera preventiva si es necesario para garantizar la protección de sus ciudadanos y la supervivencia de su existencia y soberanía nacional.
9. La justicia social exige que las reclamaciones de indemnización de los refugiados judíos de tierras árabes, sean reconocidas en igualdad de condiciones con las de los refugiados árabes desde 1948.

## Movimiento BDS
La FAI se opone al movimiento BDS, un movimiento que pide un boicot al estado sionista de Israel, hasta que este detenga las violaciones de los derechos humanos contra el pueblo palestino. La FAI presiona a favor de leyes anti-BDS, llamadas así porque su intención es desalentar la participación en boicots al estado de Israel. Esas leyes exigen que los contratistas estatales se comprometan a no boicotear a Israel. La IAF considera que boicotear a Israel es una forma de discriminación. La FAI también ha luchado contra las regulaciones de etiquetado de la Unión Europea que prohibían que los productos producidos en los asentamientos israelíes construidos en la Cisjordania ocupada y en los Altos del Golán, sean etiquetados como "Hecho en Israel".

## Actividades

### Día de Jerusalén
La FAI organiza reuniones anuales para políticos en el Día de Jerusalén para conmemorar la reunificación de Jerusalén por parte de Israel en la Guerra de los Seis Días en 1967. En Estados Unidos, la reunión se lleva a cabo en el Capitolio y asisten miembros del Congreso. 

### Conferencia de presidentes
La FAI celebra conferencias anuales para los presidentes de sus grupos parlamentarios en Jerusalén. 

### Viajes turísticos por Israel y la Cisjordania ocupada
La FAI es conocida por organizar y patrocinar visitas guiadas y viajes turísticos, para que los políticos extranjeros visiten Israel en misiones de investigación. Los legisladores realizan una gira por Israel y se reúnen con políticos israelíes, árabes, palestinos, cristianos y familias de víctimas de atentados terroristas. La izquierda política israelí, ha criticado las giras y las visitas guiadas, por ser supuestamente una forma de propaganda sionista (Hasbará).